# Найбільші авіаційні катастрофи у США

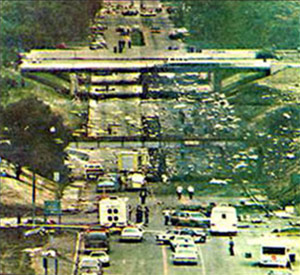
Місце катастрофи рейсу 255 Northwest Airlines, що набрала широкого резонансу

Найбільші авіаційні катастроф и у США — список найбільших, за кількістю загиблих, авіаційних катастроф, що сталися на території Сполучених Штатів Америки (США), включаючи інкорпоровані організовані території.
Катастрофи у списку розташовані за зменшенням загальної кількості загиблих у пригоді, причому якщо кількість загиблих збігається, то пріоритет має більш рання катастрофа. Число загиблих визначається додаванням загиблих на борту повітряного судна із загиблими на землі, але якщо людина загинула через 30 днів з моменту події, то це класифікується як «шкода здоров'ю зі смертельним наслідком», тому вона не враховується як загибла. Зіткнення повітряних суден (як у повітрі, так і на землі) розглядається, як одна подія.

## Список
Число загиблих (ЧЗ) — загальна кількість загиблих у катастрофі, за винятком смертельно поранених (загинули пізніше, ніж через 30 днів).
Дата — вказана за часовим поясом місця катастрофи.
Ілюстрація — зображення того повітряного судна, що зазнав катастрофи. Якщо літак не був сфотографований до інциденту, то показано аналогічне судно.
Повітряне судно (ПС) — тип повітряного судна, що розбилося. У разі зіткнення вказано лише повітряні судна, на яких були загиблі.
Оператор — компанія, яка виконувала рейс. Вказано назву на момент події.
Місце — місце катастрофи.
Опис — короткий опис катастрофи.
Джерело (Д) — посилання на джерело.
| №  | ЧЗ   | Дата                        | Зображення | ПС                  | Оператор                                      | Місце                                                  | Опис | Д      |
| -- | ---- | --------------------------- | --- | ------------------- | --------------------------------------------- | ------------------------------------------------------ | --- | ------ |
| 1  | 1692 | 11 вересня 2001 (08:46 EDT) | Разбившийся самолёт                                                                                              | B767-223ER          | American Airlines                             | Нью-Йорк                                               | Захоплений терористами. Зіткнення із північною вежею ВТЦ                                                                                         | [ 1 ]  |
| 2  | 965  | 11 вересня 2001 (09:03 EDT) | Разбившийся самолёт                                                                                              | B767-222            | United Airlines                               | Нью-Йорк                                               | Захоплений терористами. Зіткнення із південною вежею ВТЦ                                                                                         | [ 2 ]  |
| 3  | 273  | 25 травня 1979              | Разбившийся самолёт                                                                                              | DC-10-10            | American Airlines                             | Чикаго, поблизу аеропорту імені Едвада О'Гари          | Через відрив двигуна після зльоту впав поблизу трейлерного парку                                                                                 | [ 3 ]  |
| 4  | 265  | 12 листопада 2001           | Разбившийся самолёт                                                                                              | A300B4-605R         | American Airlines                             | Нью-Йорк                                               | Звалювання після зльоту через руйнування хвостового оперіння та падіння на місто                                                                 | [ 4 ]  |
| 5  | 230  | 17 липня 1996               | Разбившийся самолёт                                                                                              | B747-131            | Trans World Airlines                          | Атлантика, поблизу Нью-Йорка                           | Вибухнув у повітрі через запалення парів палива в баку                                                                                           | [ 5 ]  |
| 6  | 189  | 11 вересня 2001 (09:40 EDT) | Разбившийся самолёт                                                                                              | B757-223            | American Airlines                             | Вашингтон                                              | Захоплений терористами. Зіткнення з будівлею Пентагону                                                                                           | [ 6 ]  |
| 7  | 156  | 16 серпня 1987              | McDonnell Douglas MD-82 компании Northwest Airlines                                                              | MD-82               | Northwest Airlines                            | Ромулус, Метро Детройт                                 | Звалювання при зльоті з прибраною механізацією та падіння на шосе                                                                                | [ 7 ]  |
| 8  | 153  | 9 липня 1982                | Разбившийся самолёт                                                                                              | B727-235            | Pan American World Airways                    | Кеннер                                                 | Під час зльоту в грозу впав на місто | [ 8 ]  |
| 9  | 144  | 25 серпня 1978              | Boeing 727—214 компании Pacific Southwest Airlines · Cessna 172, аналогичный разбившемуся                        | B727-214 Cessna 172 | Pacific Southwest Airlines Gibbs Flite Center | Сан-Дієго                                              | Зіткнення в повітрі та падіння на місто | [ 9 ]  |
| 10 | 135  | 2 серпня 1985               | Разбившийся самолёт                                                                                              | L-1011-385-1        | Delta Air Lines                               | Ірвінг, поблизу Далласа                                | При посадці втратив висоту і врізався у землю | [ 10 ] |
| 11 | 134  | 16 грудня 1960              | Douglas DC-8-11 компании United Air Lines · Lockheed L-1049-54 Super Constellation компании Trans World Airlines | DC-8-11 L-1049-54   | United Air Lines Trans World Airlines         | Нью-Йорк                                               | Зіткнення в повітрі та падіння на місто | [ 11 ] |
| 12 | 132  | 8 вересня 1994              | Boeing 737-3B7 компании USAir                                                                                    | B737-3B7            | USAir                                         | Гоупвелл, поблизу Піттсбурга                           | Впав з ешелону через відмову керма напряму | [ 12 ] |
| 13 | 128  | 30 червня 1956              | Douglas DC-7 компании United Air Lines                                                                           | L-1049-54-80 DC-7   | Trans World Airlines United Air Lines         | Гранд-каньйон, у злитті річок Колорадо и Літл-Колорадо | Зіткнення в повітрі | [ 13 ] |
| 14 | 113  | 24 червня 1975              | Boeing 727—225 компании Eastern Air Lines                                                                        | B727-225            | Eastern Air Lines                             | Нью-Йорк                                               | Зіткнення з опорами ОВІ під час посадки в грозу                                                                                                  | [ 14 ] |
| 15 | 111  | 4 серпня 1971               | Boeing 727—193 компании Alaska Airlines                                                                          | B727-193            | Alaska Airlines                               | Гейнс, поблизу Джуно                                   | Зіткнення з горою під час заходу на посадку | [ 15 ] |
| 16 | 111  | 19 липня 1989               | Разбившийся самолёт                                                                                              | DC-10-10            | United Airlines                               | Аеропорт Су-Гейтвей, Су-Сіті                           | Втрата керування через руйнування двигуна | [ 16 ] |
| 17 | 110  | 11 травня 1996              | Разбившийся самолёт                                                                                              | DC-9-32             | ValuJet Airlines                              | Еверглейдс, поблизу Маямі                              | Пожежа на борту | [ 17 ] |
| 18 | 99   | 29 грудня 1972              | Разбившийся самолёт                                                                                              | L-1011-385-1        | Eastern Air Lines                             | Еверглейдс, поблизу Маямі                              | Екіпаж відволікся на непрацюючу лампочку індикатора випуску передньої стійки шасі. Різке зниження та зіткнення із болотами при заході на посадку | [ 18 ] |
| 19 | 95   | 1 березня 1962              | Boeing 707-123B компании American Airlines                                                                       | B707-123B           | American Airlines                             | Затока Джамейка, Нью-Йорк                              | Впав у воду за декілька хвилин після зльоту через відмову керма напряму                                                                          | [ 19 ] |
| 20 | 92   | 1 грудня 1974               | Разбившийся самолёт                                                                                              | B727-231            | Trans World Airlines                          | Кларк, поблизу Беррівілла                              | Літак був перенаправленний в інший аеропорт. Зіткнення з горою під час заходу на посадку                                                         | [ 20 ] |